# Chalcosia coliadoides
Campylotes coliadoides là một loài bướm đêm thuộc họ Zygaenidae. Nó được tìm thấy ở Đông Nam Á, bao gồm Sumatra, Myanma, Annam, Malacca, Borneo, đảo Bangka, Nias, Enggano và Java.
Sải cánh dài khoảng 60 mm.